# Chaceon
Chaceon là một chi cua biển trong họ cua Geryonidae thuộc bộ Decapoda. Một số loài trong chi này là loài có giá trị kinh tế, chẳng hạn như loài cua pha lê của Úc (Chaceon australis) được đánh bắt ở bờ Tây Úc trên vùng biển Ấn Độ Dương nơi có độ sâu 500-900m, nhiệt độ 5-8 độ C. Chúng được lưu trữ và phân phối khắp nơi trên thế giới theo tiêu chuẩn của Australia, Mỹ và EU. Mỗi năm, Australia chỉ cho phép khai thác 151 tấn do sản lượng của loại cua này hiếm, hơn một nửa số lượng khai thác được người dân Úc sử dụng, còn lại hơn 60 tấn xuất khẩu mỗi năm.

## Từ nguyên
Chaceon là để vinh danh Fenner A. Chace Jr. Chaceon là danh từ giống đực.

## Đặc điểm
Các loài trong chi này có 5 răng cưa ở mỗi bên mắt phía trước mai. Chiều dài mai bằng khoảng 0,5-0,67 chiều rộng mai. Khu vực mang không phồng rõ nét. Các răng cưa phía trước phát triển tốt và lớn. Hốc mắt nông, hình thuôn tròn.

## Các loài
Chi này bao gồm 34 loài như sau:
- Chaceon affinis (A. Milne-Edwards & Bouvier, 1894)
- Chaceon albus Davie, Ng & Dawson, 2007
- Chaceon alcocki Ghosh & Manning, 1993
- Chaceon atopus Manning & Holthuis, 1989
- Chaceon australis Manning, 1993
- Chaceon bicolor Manning & Holthuis, 1989
- Chaceon chilensis Chirino-Gálvez & Manning, 1989
- Chaceon chuni (Macpherson, 1983)
- Chaceon collettei Manning, 1992
- Chaceon crosnieri Manning & Holthuis, 1989
- Chaceon eldorado Manning & Holthuis, 1989
- Chaceon erytheiae (Macpherson, 1984)
- Chaceon fenneri (Manning & Holthuis, 1984)
- Chaceon gordonae (Ingle, 1985)
- Chaceon goreni Galil & Manning, 2001
- Chaceon granulatus (Sakai, 1978)
- Chaceon imperialis Manning, 1992
- Chaceon inghami (Manning & Holthuis, 1986)
- Chaceon inglei Manning & Holthuis, 1989
- Chaceon karubar Manning, 1993
- Chaceon linsi Tavares & Pinheiro, 2011
- Chaceon macphersoni (Manning & Holthuis, 1988)
- Chaceon manningi Ng, Lee & Yu, 1994
- Chaceon maritae (Manning & Holthuis, 1981)
- Chaceon mediterraneus Manning & Holthuis, 1989
- Chaceon micronesicus Ng & Manning, 1998
- Chaceon notialis Manning & Holthuis, 1989
- Chaceon paulensis (Chun, 1903)
- Chaceon poupini Manning, 1992
- Chaceon quinquedens (Smith, 1879)
- Chaceon ramosae Manning, Tavares & Albuquerque, 1989
- Chaceon sanctaehelenae Mannig & Holthuis, 1989
- Chaceon somaliensis Manning, 1993
- Chaceon yaldwyni Manning, Dawson & Webber, 1990[3]

## Ẩm thực
Trong số các loài thuộc chi này có loài cua Chaceon albus được gọi là Cua pha lê (tiếng Trung Quốc: 水晶蟹/Thủy Tinh Giải) còn gọi là cua Nam cực hoặc cua tuyết, được mệnh danh là là loài cua ngon. Loại cua này có màu trắng sữa nên nhiều người còn gọi là cua "bạch tạng". Cua pha lê Úc sống ở sâu dưới đáy đại dương và phân bố chủ yếu ở khu vực các vùng biển hoang sơ ở Tây Úc. Cua pha lê có mai to, màu trắng trong như một khối pha lê dưới đáy đại dương với kích cỡ lớn, từ 1,5 kg-2,5 kg/con. Cua pha lê được đánh bắt sống, vận chuyển về đến các nhà máy đóng gói và sau đó được vận chuyển đi khắp nơi trên thế giới theo tiêu chuẩn khắt khe của Úc (AQIS), Mỹ (FDA / HACCP) và Châu Âu EU.